# Intracellulærvæske
Intracellulærvæske (ICV) er kroppens indhold af vand inde i cellerne. En voksen rask mand på 70 kg indeholder omkring 28 liter intracellulærvæske.